# Arnad
Arnad é uma comuna italiana da região do Vale de Aosta com cerca de 1.272 habitantes. Estende-se por uma área de 28 km², tendo uma densidade populacional de 45 hab/km². Faz fronteira com Bard, Challand-Saint-Victor, Donnas, Hône, Issime, Issogne, Perloz, Pontboset, Verrès.

## Demografia
| Variação demográfica do município entre 1861 e 2011                               |
|                                                                                   |
| Fonte: Istituto Nazionale di Statistica (ISTAT) - Elaboração gráfica da Wikipedia |